# أنخيل غريغوريو لوبيز
أنخيل غريغوريو لوبيز (بالإسبانية: Ángel López Solórzano)‏ (19 فبراير 1996 في المكسيك - ) هو لاعب كرة قدم مكسيكي في مركز الوسط.

## وصلات خارجية
- أنخيل غريغوريو لوبيز على موقع قاعدة بيانات كرة القدم.إي يو (الإنجليزية)
- أنخيل غريغوريو لوبيز على موقع Soccerway.com (الإنجليزية)